# Oplurus fierinensis
Oplurus fierinensis là một loài thằn lằn trong họ Opluridae. Loài này được Grandidier mô tả khoa học đầu tiên năm 1869.